# Kleinkastell Ksar Chetaoua

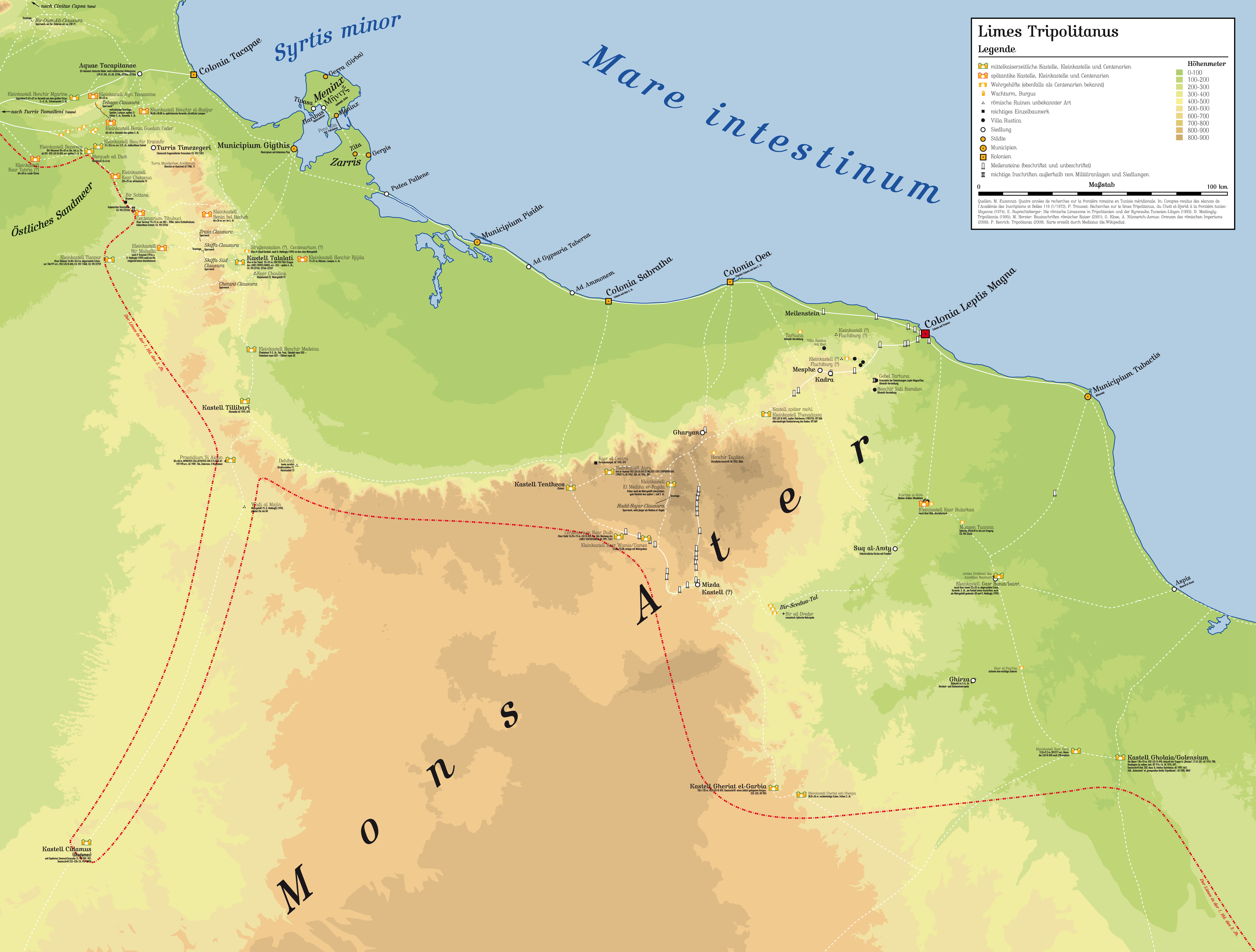
Das Kleinkastell (links) im Verbund des Limes Tripolitanus

Als Kleinkastell Ksar Chetaoua wird ein Fundplatz am Rand des Östlichen Sandmeers am westlichen Fuß des Berglands von Dahar in Südtunesien, Gouvernement Kebili, bezeichnet. Die kleine, rechteckige Anlage am Wadi Hallouf könnte als vorgeschobenes römisches Militärlager Sicherungs- und Überwachungsaufgaben am Limes Bizerentanus, einem Teilabschnitt des Limes Tripolitanus in der Provinz Tripolitania übernommen haben. Die Grenzanlagen bildeten ein tiefgestaffeltes System von Kastellen und Militärposten.

## Lage und Forschungsgeschichte
Die im nach Westen flach zum Wadi abfallenden Gelände gegründete kleine Anlage liegt in der an diesem Abschnitt von Nordwesten nach Südosten verlaufenden Kette vorgeschobener tripolitanischer Kleinkastelle zwischen Bezereos und Tibubuci. Der schon seit dem 19. Jahrhundert bekannte Fundplatz befindet sich am östlichen Rand des Wadis Hallouf. Rund 2,5 Kilometer nordwestlich, am Westrand des Wadis Hallouf, liegt als wichtige Landmarke ein ehemaliges Fort auf dem die Umgebung beherrschenden Hügel Burj Zoumit. Bei der Untersuchung von 1907 lag der Ksar selbst „auf der Spitze eines kleinen Hügels, der von einer Sanddüne überlagert wurde.“ Die römerzeitliche Befestigung über dem Wadi bot einen weiten Blick ins Land. Von hier aus wäre es möglich gewesen, optische Signale zum nordwestlich gelegenen Limeswachturm auf dem Mergueb ed Diab sowie zu den südöstlichen Hügeln bei der bereits in der Antike genutzten Wasserstelle Bir Soltane zu senden. Bereits der damals forschende französische Offizier Raymond Donau sah in der Fortifikation ein Kleinkastell. Diesen Eindruck bestätigten auch die neueren Forschungen durch die Archäologen Pol Trousset und David J. Mattingly.

## Baugeschichte
Donau notierte unter anderem auch mit Blick auf die angrenzend entdeckte Zisterne zudem eine gewisse bauliche Analogie zwischen dem Ksar Chetaoua und dem Centenarium Tibubuci, womit sich auch eine zeitliche Zuordnung ergeben könnte. Die ältesten Befestigungen dieser Art sind für das frühe 3. Jahrhundert n. Chr. verbürgt. Wie bei Tibubuci war auch hier der Wasserspeicher am Fuß des Kastellhügels direkt in das Wadi gegraben worden. Durch seine Nachuntersuchung kam Trousset zu dem Schluss, den Ksar Chetaoua als Centenarium zu betrachten. Das zentrale Kernwerk der rechteckigen Anlage war mit seinen Ausmaßen von 20 × 25 Metern (= 0,05 Hektar) etwas größer als das Reduit von Tibubuci (15 × 15 Meter), doch konnte am Ksar Chetaoua keine Umfassungsmauer festgestellt werden. Als Fundgut hatten sich noch Bruchstücke afrikanischer Terra Sigillata („sigillées claires africaines“) am Ort erhalten.

## Limesverlauf ab dem Ksar Chetaoua
Die römische Reichsgrenze wird in diesem Abschnitt durch den Übergang von der Halbwüste zur unbewirtschaftbaren Sahara gebildet, wobei das Wadi Hallouf als natürliche Landmarke die Grenzziehung verdeutlicht. Hier verlief auch die Limesbegleitstraße. Die meisten heutigen Wissenschaftler mutmaßen auf dieser Strecke auch den in diesem Gebiet vom Itinerarium Antonini aufgezeichneten Straßenverlauf. Das Itinerarium Antonini ist ein Verzeichnis der wichtigsten römischen Reichsstraßen aus dem 3. Jahrhundert n. Chr.
| Burj Zoumit/Bordj Zoumit | Am Fuß des Forts Burj Zoumit wurden bereits früh Spuren der römischen Straße entdeckt. |
| Mergueb ed Diab          | Auf dem Hügel Mergueb ed Diab hoch über dem Wadi Hallouf liegt eine quadratische, 5 × 5 Meter große Turmstelle, die der Archäologe David J. Mattingly als „Augen“ des rund einen Kilometer nordwestlich gelegenen Kleinkastells Bezereos bezeichnete. Dieses Kastell entstand spätestens während der Regierungszeit des Kaisers Commodus (180–192). Hier lag eine Vexillation der Legio III Augusta. Nach dem mündlich überlieferten Epos Taghribat Bani Hilal des Beduinenstammes der Banu Hilal soll der Held vom Mergueb ed Diab aus mit einem Spiegel auf die Terrassen des östlich gelegenen Berberdorfs Tamezret im Matmata-Gebirge signalisiert haben. Das Matmata-Gebirge bildet den nördlichen Teil des Dahar. Der Archäologe René Rebuffat sah in der lokalisierten Überlieferung der Banu Hilal eine ferne Erinnerung an diesen Limeswachturm. Heute finden sich an dieser Turmstelle auf dem Gipfel des Mergueb ed Diab nur noch einige große, regelmäßig gefertigte Steinblöcke. |